# Pogonosoma unicolor
Pogonosoma unicolor là một loài ruồi trong họ Asilidae. Pogonosoma unicolor được Loew miêu tả năm 1873. Loài này phân bố ở vùng Cổ Bắc giới.